# Hoàng mộc nhiều gai
Hoàng mộc nhiều gai (danh pháp khoa học: Zanthoxylum myriacanthum) là một loài thực vật có hoa trong họ Cửu lý hương. Loài này được Wall. ex Hook. f. miêu tả khoa học đầu tiên năm 1875.